# عمر تافيرني
عمر تافيرني (بالفرنسية: Omer Taverne)‏ ولد بتاريخ 27 يوليو 1904، وتوفي في 10 أكتوبر 1981، كان دراج بلجيكي في صنف سباق الدراجات على الطريق.

## سجل النتائج

### سباقات أو مراحل فاز بها
- طواف فرنسا

## وصلات خارجية
- الموقع الرسمي

## روابط خارجية
- عمر تافيرني على موقع أرشيف الدراجات (الإنجليزية)
- عمر تافيرني على موقع إحصائيات الدراجات الإحترافية (الإنجليزية)